# CeltixConnect-1
CeltixConnect-1 (kurz CC-1) ist die Bezeichnung eines Seekabelsystems für den Datenaustausch zwischen Irland und dem Vereinigten Königreich, welches durch die Irische See verläuft. Es wurde im Januar 2012 in Betrieb genommen. Das Kabel stellt die kürzeste und sicherste Verbindung zwischen Irland und Wales her. Betrieben werden die insgesamt 144 Glasfaserleitungen vom irischen Internetanbieter Aqua Comms. CeltixConnect-1 ermöglicht die Übertragung von Internetdiensten und Fernsehsendungen zwischen den beiden Inseln.
Das Kabel besitzt eine Länge von knapp 130 Kilometern und Landungspunkte in:
1. Dublin,  Irland
2. Holyhead,  Vereinigtes Königreich

In Zukunft soll das geplante Kabelsystem CeltixConnect-2 (CC-2) seinen Vorgänger entlasten und zusätzlich die Isle of Man anbinden. Es soll Anfang 2022 in Betrieb gehen.